# Monkeybone
Monkeybone är en amerikansk animerad  fantasyfilm från 2001 i regi av Henry Selick, efter manus av Sam Hamm.

## Handling
Serietecknaren Stu Miley (Brendan Fraser), får en lyktstolpe i huvudet och hamnar i koma. Han befinner sig nu i en drömvärld tillsammans med hans egen seriefigur, Monkeybone, som gör vad som helst för att kunna ta kontrollen över Stus kropp. Om Monkeybone lyckas så kommes Stu att vara instängd i drömvärlden för alltid.

## Om filmen
- Budget: $75 000 000
- Stephen King skulle ha varit med i en scen av filmen, men han kunde inte komma den dagen som den scenen skulle spelas in, så de fick använda sig av en Stephen King-look-a-like

## Rollista (i urval)
| Brendan Fraser      | – Stu Miley         |
| Bridget Fonda       | – Julie McElroy     |
| John Turturro       | – Monkeybone (röst) |
| Rose McGowan        | – Miss Kitty        |
| Whoopi Goldberg     | – Döden             |
| Chris Kattan        | – Organ Donor Stu   |
| Giancarlo Esposito  | – Hypnos            |
| Dave Foley          | – Herb              |
| Bob Odenkirk        | – chefskirurg       |
| Thomas Haden Church | – Dödens assistant  |